# Alexander Bruce, II conte di Kincardine
Alexander Bruce, secondo conte di Kincardine (1629 – 1681), è stato un inventore, politico giudice e massone scozzese, responsabile per lo sviluppo dell'orologio a pendolo, in collaborazione con Christiaan Huygens.
Suo nonno, Sir George Bruce aveva accumulato una fortuna in miniere di carbone e saline, costruì Culross Palace a Fife nel 1597.
Su 20 giugno 1667 Bruce è elencato come Tesoriere della Scozia.
Bruce era tra i componenti del comitato (del 1660) dei 12 che ha portato alla formazione della Royal Society di Londra, e ha condotto una vasta corrispondenza con il collega massone Sir Robert Moray, il primo presidente della Royal Society. Queste lettere sono la principale fonte di informazioni biografiche su Bruce.
| Controllo di autorità | VIAF (EN) 188597655 · LCCN (EN) n97067804 · GND (DE) 1146949774 · BNF (FR) cb15544096c (data) |